# Ingvar Fast
Ingvar Harald Fast, född 4 april 1931 i Fuxerna, dåvarande Älvsborgs län, död 4 mars 2017 i Alingsås, var en svensk Stena Line-chef och ordförande för Örgryte IS 1983–1992. 
Fast växte upp i Lilla Edet och började sin karriär på Broströmskoncernen. Han arbetade i New York för Broströms som purchasing agent. 1966 började han på Stena Line som inköpschef. 1981 utsågs han till ordförande för Stena Sessan Line. Han lämnade Stena Line vid årsskiftet 1994/1995 för att bli ekonomisk rådgivare till "ÖIS-shejken" Abdus Quereshi. Fast är begravd på Nolby begravningsplats i Alingsås.